# Слава-Черкезе (коммуна)
Слава-Черкезе (рум. Slava Cercheză, рус. Слава Черкесская) — коммуна в жудеце Тулча в Румынии. В состав коммуны входят сёла (данные о населении за 2002 год):
- Слава-Русэ (Русская Слава, 1347 человек),
- Слава-Черкезе (Слава Черкесская, 1482 человека) — административный центр коммуны.

Коммуна расположена на расстоянии 201 км к востоку от Бухареста, 36 км юго-западнее Тулчи, 81 км к северу от Констанцы, 71 км юго-восточнее Галаца.

## Население
Национальный состав населения коммуны по данным переписи 2011 года:
| Национальность   | Количество | Процент |
| ---------------- | ---------- | ------- |
| русские-липоване | 2309       | 81,6 %  |
| румыны           | 515        | 18,2 %  |
| украинцы         | 2          | 0,1 %   |

Родным языков назвали:
| Язык      | Количество лиц | Процент |
| --------- | -------------- | ------- |
| русский   | 2203           | 81,5 %  |
| румынский | 517            | 18,3 %  |